# Bracon quinqueareolatus
Bracon quinqueareolatus är en stekelart som beskrevs av Granger 1949. Bracon quinqueareolatus ingår i släktet Bracon och familjen bracksteklar. Inga underarter finns listade.